# Consolidated XB-41 Liberator
Le Consolidated XB-41 Liberator est un quadrimoteur américain, issu de la modification d'un bombardier B-24D et converti en un chasseur lourdement armé devant servir d'escorte aux autres bombardiers pendant la dernière partie de la Seconde Guerre mondiale. À l'époque de son développement, les chasseurs à long rayon d'action, comme le North American P-51 Mustang, ne sont pas encore produits en masse et ne sont alors pas disponibles pour escorter les missions de bombardement pendant la totalité du trajet aller-retour de l'Angleterre à l'Allemagne.
Contrairement au Boeing YB-40 Flying Fortress, le XB-41 est un prototype et n'est jamais entré en production.

## Développement
Au début des années 1940, pendant la Seconde Guerre mondiale, la 8th USAAF, basée en Angleterre, participe aux bombardements stratégiques sur les villes allemandes avec les forces aériennes alliées. La longue distance nécessaire pour atteindre les objectifs situés profondément dans le territoire des forces de l'Axe est compatible avec l'autonomie typique des bombardiers lourds de l'époque, mais pas avec celle des chasseurs qui doivent accompagner la formation. Il devient alors nécessaire de concevoir un chasseur à long rayon d'action spécifiquement pour ce rôle ; mais dans l'attente de l'achèvement des différents développements, on pense à une alternative qui serait relativement simple, rapide à mettre en œuvre et capable de résoudre ce problème.
En 1942, l'USAAF autorise le développement d'une version lourdement armée et blindée des bombardiers déjà en service. Le prototype Consolidated XB-41 Liberator, conversion d'un B-24D Liberator (serial 41-11822), est achevé fin 1942 à l'usine Consolidated de Fort Worth.
Le XB-41 a une autre division des vitres à l'avant et quatorze mitrailleuses Browning M2 de 12,7 mm (.50 in), réparties par paires dans les endroits suivants :
- une tourelle frontale Bendix commandée à distance sous le nez ;
- deux tourelles dorsales Martin A-3, une dans une position normale derrière la cabine et l'autre à mi-fuselage, la première pouvant être rehaussée pour que la seconde ne limite pas l'angle de tir et abaissée pour réduire la traînée ;
- une tourelle de queue Consolidated-Emerson A-6 ;
- une tourelle ventrale Sperry rétractable ;
- une paire placée de chaque côté du fuselage, dont le mouvement est motorisé.

Au total, ces mitrailleuses sont alimentées par 11 000 munitions stockées dans la soute à bombes.
Le XB-41 est motorisé par quatre moteurs en étoile Pratt & Whitney R-1830-43 Twin Wasp, chacun développant une puissance de 1 250 ch (932 kW).

## Historique
Le 29 janvier 1943, le XB-41 est livré à la Eglin Air Force Base de l'USAAF, en Floride, pour des essais. Ils sont effectués par l'USAAF et donnent des résultats nettement négatifs. Le XB-41 révèle quelques problèmes de stabilité, mais surtout, à cause de l'augmentation de la masse, il est plus lent que les Liberator et ne serait, de ce fait, pas en mesure de les escorter pour le voyage retour s'ils ne ralentissent pas la formation, ce qui rendrait cette dernière plus vulnérable.
Comme ce projet, le YB-40 Flying Fortress, dérivé du B-17, a montré les mêmes problèmes lors d'essais et dans des missions opérationnelles.
Par conséquent, les deux projets ont été annulés le 21 mars 1943. Le XB-41 est ensuite renommé TB-24D et utilisé pour la formation des techniciens de maintenance avant d'être mis au rebut en février 1945,.
L'unique XB-41 avait la livrée habituelle des B-24D entièrement vert olive sombre FS34087 sur les surfaces supérieures et latérales, et gris sombre FS36173 sur les surfaces inférieures avec une séparation des couleurs très basse et floue.